# Das Rätsel
Das Rätsel ist ein Märchen (ATU 851). Es steht in den Kinder- und Hausmärchen der Brüder Grimm an Stelle 22 (KHM 22). Dort schrieb sich der Titel Das Räthsel (sic). Zudem ist das Märchen auch im polnischen Sprachraum bekannt.

## Inhalt
Ein Königssohn zieht zusammen mit seinem Diener durch die Welt. Eines Abends findet er keine Gaststätte mehr, einzig ein einsames Haus. Die schöne Tochter des Hauses warnt den Prinzen und seinen Gefährten aber davor, einzukehren; ihre Stiefmutter sei eine böse Hexe. Der Prinz nimmt die Einladung der Schwarzkünstlerin zwar furchtlos an, beherzigt aber den Rat der Stieftochter, auf keinen Fall etwas zu essen oder zu trinken von der Gastgeberin anzunehmen.
Am nächsten Tag will die Stiefmutter dem abreisefertigen Prinzen trotzdem noch einen Abschiedstrunk mitgeben. Als sie das Getränk holt, reitet der Prinz schnell weg. Sein Knappe ist aber noch damit beschäftigt, sein Pferd zu satteln. Als die Hexe dem Knappen den Becher geben will, springt dieser und das Gift tötet das Pferd des Dieners sofort. Ein Rabe frisst von dem Pferd und stirbt sofort daran. Der Diener nimmt den Raben aber als Verpflegung mit.
Am nächsten Abend finden die beiden Reisenden eine Herberge. Sie geben dem Koch den Raben. Bei der Gaststätte handelt es sich um eine Mördergrube. Die zwölf Mörder, die es auf den Prinzen abgesehen haben, lassen sich vor der Tat aber noch zusammen mit der Hexe und dem Gastwirt eine Suppe aus dem Raben schmecken. Sie alle sterben aber an dem Gift.
Prinz und Diener ziehen weiter und kommen in eine Stadt, in der eine rätselverliebte Königstochter lebt. Sie gibt Werbern eine Gelegenheit, sie zu heiraten: Sollten sie der Prinzessin ein Rätsel nennen können, welches sie in drei Tagen nicht lösen kann, so würde derjenige ihr Gemahl. Wenn sie aber das Rätsel lösen kann, so würde der Werbende getötet.
Angetan von ihrer Schönheit stellt er ihr das Rätsel: „Was ist das […] einer schlug keinen und schlug doch zwölfe“. Die Königstochter findet keine Lösung und will so einen Trick anwenden. Sie schickt zuerst ihre Magd, den Prinzen im Schlaf auszuhorchen. Der Diener hatte allerdings die Stelle des Prinzen eingenommen. Er bemerkt die Magd, nimmt ihren Mantel und verjagt sie. In der nächsten Nacht schickt die Prinzessin ihre Zofe, aber dieser Versuch scheitert ebenso. In der dritten Nacht kommt die Prinzessin selbst diesmal wirklich zum Prinzen. Nachdem dieser ihr die Lösung absichtlich verrät, nimmt er auch ihr den Mantel.
Am nächsten Tag meint die Prinzessin, das Rätsel gelöst zu haben. Der Prinz klagt sie aber des Betruges an. Als Beweis führt er die drei Mäntel an. Daraufhin entscheiden die zwölf Richter, dass der Prinz die Prinzessin heiraten darf.
Des Rätsels Lösung: Einer schlug keinen: ein Rabe, der von einem toten und vergifteten Pferde fraß und davon starb und schlug doch zwölfe: Das sind zwölf Mörder, die den Raben verzehrten und daran starben.

## Herkunft

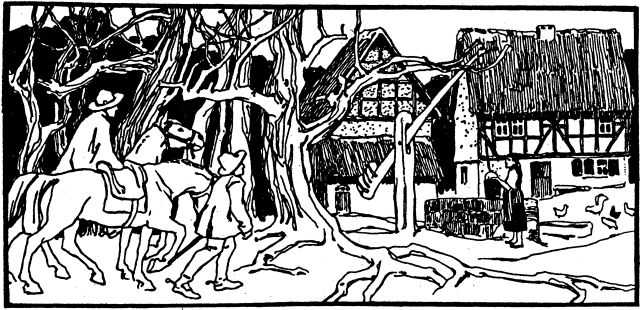
Illustration von Otto Ubbelohde, 1909

Grimms Anmerkung notiert zur Herkunft „Aus Zwehrn“ (wohl von Dorothea Viehmann) und skizziert eine abweichende Fassung, die ab der 3. Auflage auch in obigen Text einging: Die Hexenmutter eines schönen Mädchens verfolgt einen Prinz mit einem Giftglas, das sie seinem Diener gibt, das aber zerbricht und so das Pferd tötet. Der Prinz lässt den Raben, der vom Pferd fraß, vom Wirt braten. Die Mörder essen davon und sterben. Die Wirtstochter zeigt ihm Schätze, aber darf sie behalten. Der Prinz legt der Prinzessin das Rätsel vor: „einer schlug keinen und schlug doch zwölf“. Grimms nennen noch Turandot und Laßbergs Liedersaal 1, 537.
Das Märchen ist eigentlich ein Schwank. Zur Rätselprinzessin vergleiche v. a. KHM 191 Das Meerhäschen, zum Füttern der Raben mit dem toten Pferd vgl. KHM 16a Herr Fix und Fertig, zum Räuberhaus KHM 199 Der Stiefel von Büffelleder, Bechsteins Der Wandergeselle. Hedwig von Beit nennt Varianten.
Lutz Röhrich zufolge ist Rätselraten ein alter Hochzeitsbrauch, vielleicht ursprünglich eine Freierprobe, ähnlich Reifungsweihen bei Naturvölkern. Im Alvíssmál der Edda gibt Thor dem Zwerg, der seine Tochter will, Rätselfragen. Auch in der Geschichte des Apollonius von Tyrus und in Ri 14,14  gibt es das Motiv.
Die arrogante Rätselstellerin oder -löserin (wie Turandot) begegnet seit dem Mittelalter in vielen europäischen Texten – hier mit dem Mantel als Wahrzeichen, ein Motiv, das wiederum für Grimms Märchen typisch ist (z. B. KHM 133). In einem Exempel aus Compilatio singularis exemplorum (13. Jahrhundert) siegt der Ritter mit einer Frage, durch deren Antwort sie zugeben müsste, mit ihm geschlafen zu haben.
Das Märchen ist auch bei Theodor Vernaleken als Eins schlägt zwölf, zwölf schlagen neunundvierzig in den Kinder- und Hausmärchen in den Alpenländern (Wien 1863) bzw. als Eins schlägt zwölf, zwölf schlagen neun und vierzig in dem Werk Österreichische Kinder- und Hausmärchen: Treu nach mündlicher Überlieferung (Wien 1864, Nr. 36) zu finden. Eine polnische Version des Märchens von Oskar Kolberg (Band 8, S. 204, Nr. 83) wurde im Deutschen unter den Titeln Der kluge Prinz und die drei Krähen veröffentlicht. Ignaz und Josef Zingerle ließen mit dem Märchen Die drei Raben eine Version abdrucken, die mit Das Rätsel beginnt und mit König Drosselbart endet.

## Interpretation

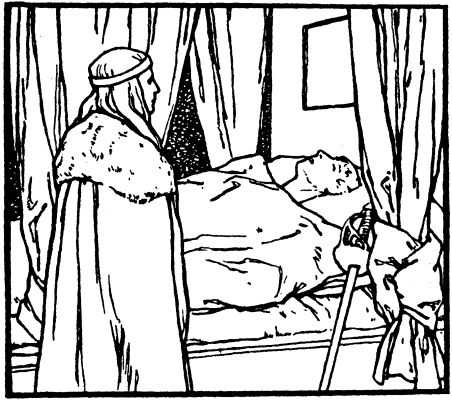
Illustration von Otto Ubbelohde, 1909

Walter Scherf bemerkt, dass der ebenbürtige Freier also ein erlebtes, kein ersonnenes Rätsel bringt – zum ersten Mal beschäftigt sie sich mit einem anderen Menschen. Das Abenteuer im Mörderkrug, hier auf zwei Herbergen aufgeteilt, stamme wohl aus einem sonst in der deutschen Überlieferung seltenen Märchen von der treulosen Schwester (AaTh 315). Jobst Finke verweist auf Deutungsmöglichkeiten zum Verhalten der Rätselprinzessin (auch in KHM 71, 114, 191) als abgewehrte Nähesehnsucht oder aber auch projizierte Vernichtungsängste der Männer (Ödipuskomplex, wie in KHM 181).